# Modnik
Módnik, môšnja ali skrótum je kožna vreča, v kateri sta modi (testisa). Modnik je s pretinom razdeljen v dva razdelka, v vsakem leži po eno modo, ki proizvaja seme, in en nadmodek, v katerem se seme skladišči. Koža modnika se nadaljuje v kožo spodnjega trebuha. Modnik leži pod spolnim udom in pred zadnjikom. Steno modnika gradi tanka plast kože, pod katero leži plast gladkega mišičja. Koža modnika je bolj pigmentirana od kože v okolici ter ima številne žleze lojnice in je poraščena z dlakami.
Modnik zagotavlja semenčicam v modih ustrezno temperaturo; le-ta je namreč v modniku za 2 do 5 stopinj nižja kot je v notranjosti telesa. mišične celice v mrzlem okolju pritegnejo modo bližje telesu- izvoru toplote. v toplem okolju je delovanje obratno in modnik se raztegne, s tem moda odmakne od telesne ˝vročine˝